# Église Notre-Dame de Rozay-en-Brie
L'église Notre-Dame est une église située à Rozay-en-Brie en Seine-et-Marne.

## Localisation
L'église est située dans le département français de Seine-et-Marne, sur la commune de Rozay-en-Brie.

## Historique
L'édifice est classé au titre des monuments historiques en 1862.